# Tartamura
Genre
Tartamura est un genre d'araignées aranéomorphes de la famille des Salticidae.

## Distribution
Les espèces de ce genre se rencontrent en Équateur, au Brésil et en Argentine.

## Liste des espèces
Selon World Spider Catalog (version 21.5, 08/01/2021) :
- Tartamura adfectuosa (Galiano, 1977)
- Tartamura agatelin Bustamante & Ruiz, 2017
- Tartamura huao Bustamante & Ruiz, 2017
- Tartamura metzneri Bustamante & Ruiz, 2017
- Tartamura turbo Bustamante & Ruiz, 2020

## Publication originale
- Bustamante & Ruiz, 2017 : « Systematics of Thiodinini (Araneae: Salticidae: Salticinae), with description of a new genus and twelve new species. » Zootaxa, no 4362(3), p. 301-347.